# Vesce de Narbonne
Vicia narbonensis
Espèce
Statut de conservation UICN

 LC  : Préoccupation mineure
La vesce de Narbonne, Vicia narbonensis, est une espèce de plantes à fleurs de la famille des Fabaceae. C'est une plante alimentaire annuelle de 20-50 cm cultivée dans la région méditerranéenne (Espagne) et au Moyen-Orient (Turquie, Irak, Syrie) dont elle est originaire (d'où son nom anglais de moor's pea).
Le nombre de chromosomes haploïdes de V. narbonensis est n = 7
Bien que difficile à distinguer de V. faba, elle est signalée comme cultivée par les botanistes vers 3000 av. J.-C. dans la péninsule Ibérique et plus récemment au Proche-Orient, on peut difficilement parler de domestication, l'hybridation spontanée n'est pas fréquente, l'autogamie est largement dominante.

## Taxinomie
Vicia narbonensis L. est synonyme de Vicia serratifolia Jacq. 1778 - f. integrifolia Beck. Jean-Baptiste de Lamarck avait réuni ces deux taxons dans sa Flore française.

### Complexe d'espèces
Selon certains auteurs, Vicia narbonensis et ses espèces proches, qui présentent de nombreuses similitudes morphologiques, forment un complexe d'espèces, Vicia narbonensis sensu lato. Selon le schéma présenté ci-après. Ce complexe qui englobe sept espèces forme la section B du genre Vicia, les sections A (Vicia bithynica L.) et C (Vicia faba L.) étant monospécifiques :
Section B Narbonensis (Radzhi) Maxted
- Série A Rhombocarpae Maxted
  - Vicia eristalioides Maxted
- Série B Narbonensis (Radzhi) Maxted
  - Vicia kalakhensis Khattab, Maxted & Bisby
  - Vicia johannis Tamamschjan in Karyagin
    - Vicia johannis var. ecirrhosa (Popov) H. Schäfer
    - Vicia johannis var. procumbens H. Schäfer
    - Vicia johannis var. johannis

  - Vicia galilaea Plitm. & Zoh. in Plitm.
    - Vicia galilaea var. galilaea
    - Vicia galilaea var. faboidea (Plitm. & Zoh. in Plitm.) H. Schäfer

  - Vicia serratifolia Jacq.

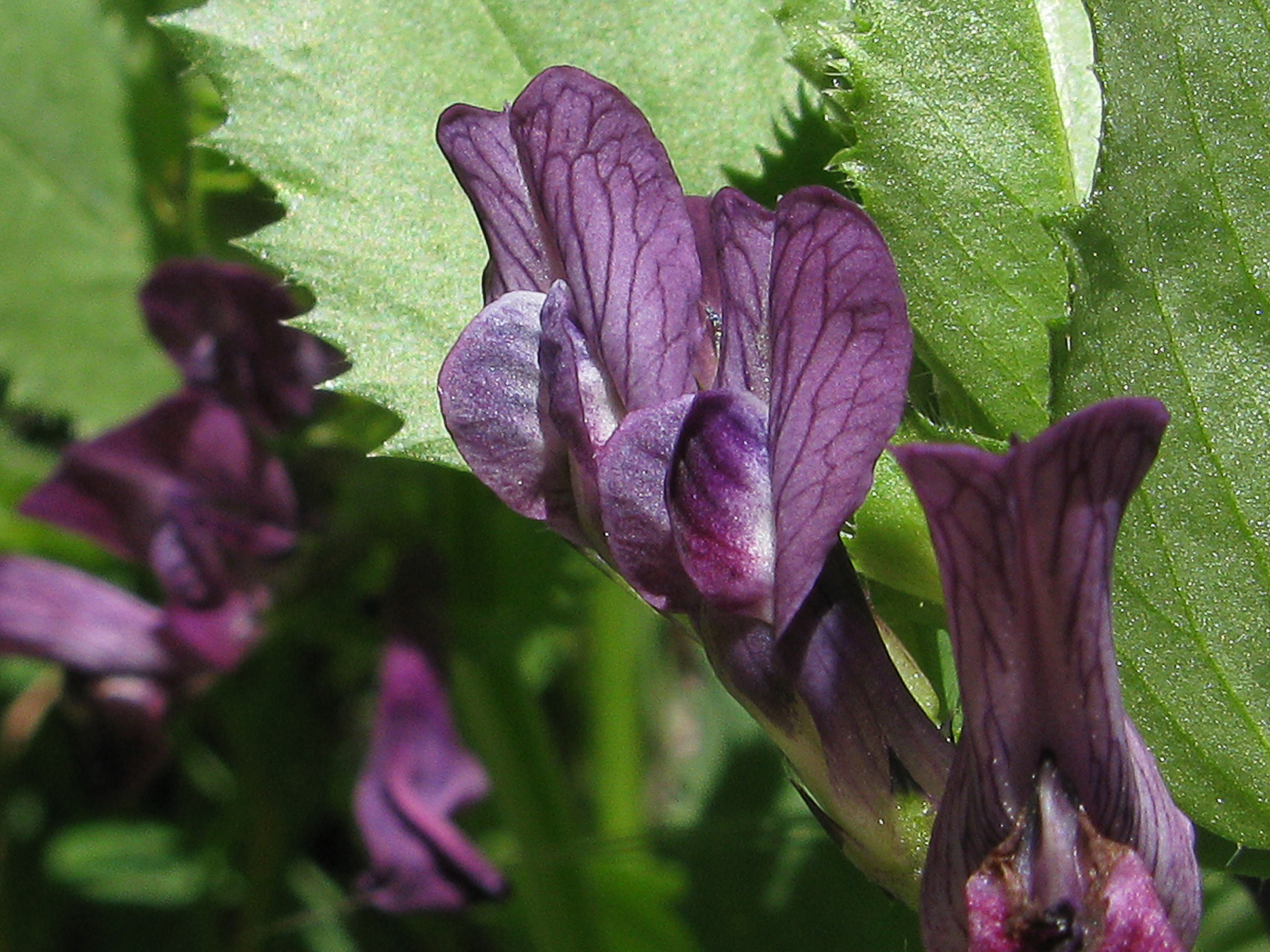
Fleurs

  - FleursVicia narbonensis L. (sensu stricto)
    - Vicia narbonensis var. salmonea (Mout.) H. Schäafer
    - Vicia narbonensis var. jordanica H. Schäfer
    - Vicia narbonensis var. affinis Kornhuber ex Asch. & Schweinf.
    - Vicia narbonensis var. aegyptiaca Kornhuber ex Asch. & Schweinf.
    - Vicia narbonensis var. narbonensis

  - Vicia hyaeniscyamus Mout

### Synonymes
Selon The Plant List (8 août 2019) :
- Bona narbonensis (L.) Medik.
- Vicia narbonensis var. narbonensis
- Vicia serratifolia sensu auct.

### Liste des variétés
Selon Catalogue of Life (8 août 2019) :
- Vicia narbonensis var. aegyptiaca Asch. & Schweinf.
- Vicia narbonensis var. affinis Asch. & Schweinf.
- Vicia narbonensis var. jordanica H.I.Schaf.
- Vicia narbonensis var. narbonensis
- Vicia narbonensis var. salmonea  (Mout.) H.I.Schaf.

## Alimentation animale
Rembert Dodoens (1583) note : « Si la graine est mâchée il remplit la bouche pleine de la matière puante ». Rudolf Jakob Camerarius donne un goût de la graine « similaire à celui de fèves ». Charles Lawson (1836) mentionne sa culture en Allemagne comme substitut de la vesce commune (V. sativa) à croissance rapide et son utilisation comme fourrage au goût fort de fève. Utilisée comme fourrage de vaches laitières elle donne un goût particulier au lait, les porcs n’apprécient pas les graines. Dans l'Alentejo portugais, elle est traditionnellement cultivée pour nourrir les pigeons.
Les études disponibles indiquent que la plante est  tolérante au froid et à la sécheresse, indifférente à la qualité du sol, résisterait mieux que V. faba aux ravageurs et que son rendement est élevé. Elle constituerait  donc un fourrage adapté pour la production de ruminants dans le climat semi-aride si son goût était amélioré. Longtemps délaissé, le genre Vicia est en cours de séquençage.